# Neohelix dentifera
Neohelix dentifera är en snäckart som först beskrevs av A. Binney 1837.  Neohelix dentifera ingår i släktet Neohelix och familjen Polygyridae. Inga underarter finns listade i Catalogue of Life.

## Bildgalleri

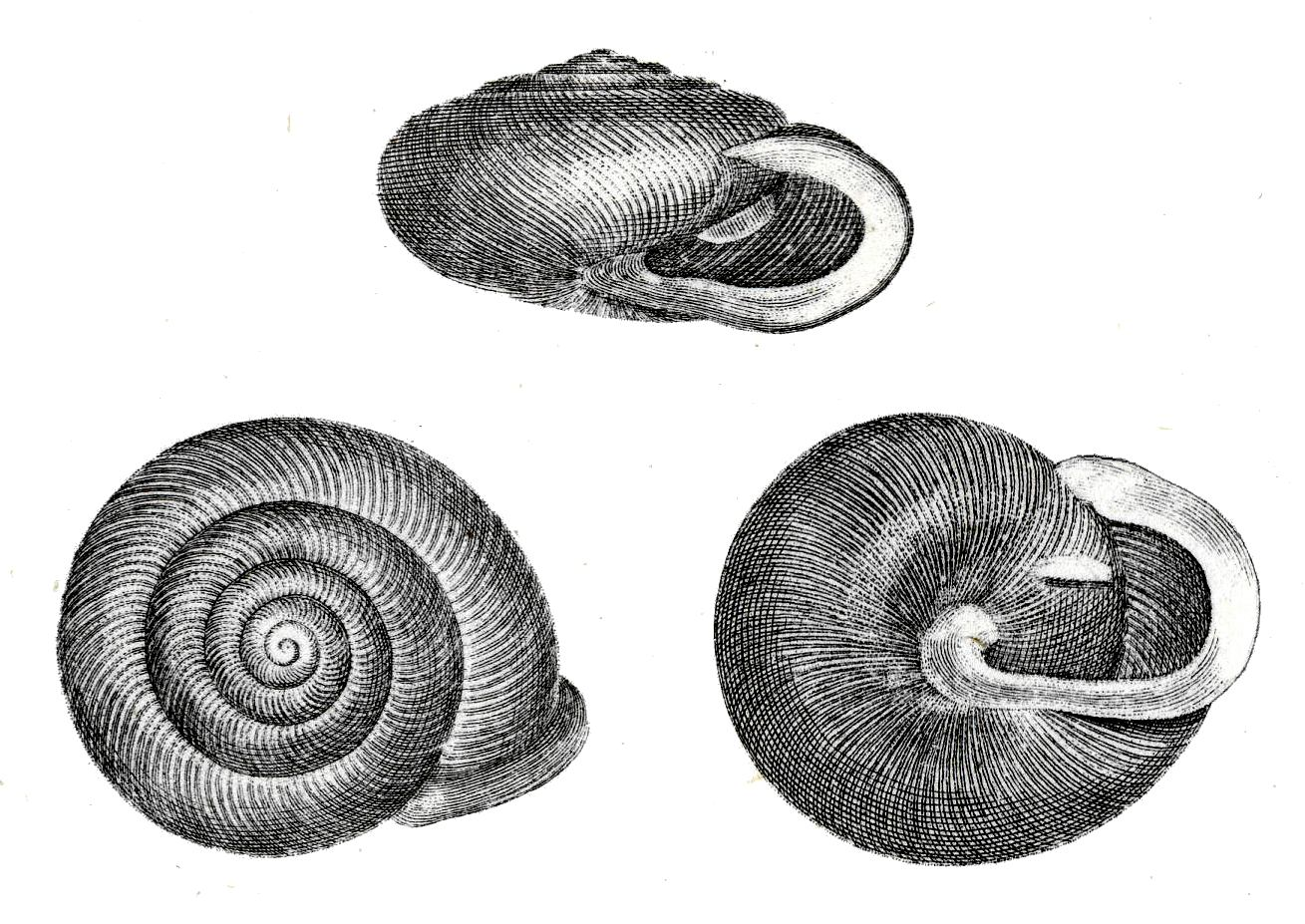